# Escuela franciscana de Bolonia

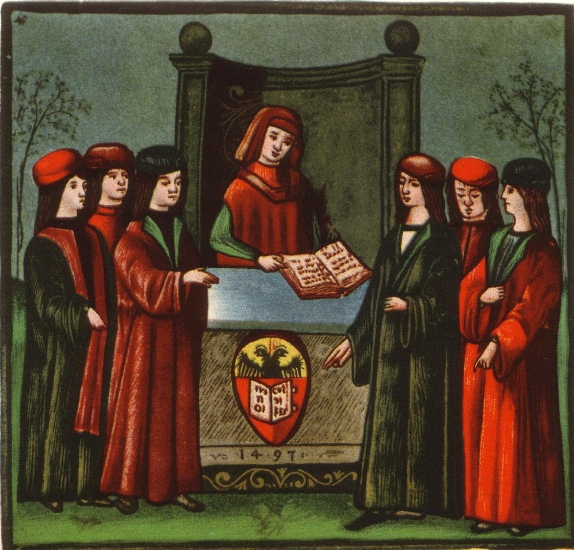
Miniatura representando a varios alumnos alemanes de la Universidad de Bolonia.

Se conoce con el nombre genérico de escuela franciscana de Bolonia a un grupo de estudiosos, mayoritariamente franciscanos, que se reunieron durante el siglo XIII en la ciudad italiana de Bolonia y formaron un importante núcleo cultural de la teología escolástica en la Universidad.

## Origen
Bolonia, ciudad italiana universitaria por excelencia, contaba unos diez mil estudiantes de Artes liberales y Derecho romano, cuando aparecieron en ella los Frailes Menores con Bernardo de Quintavalle, hacia 1211.
En 1213, un profesor de la Universidad, Nicolás de Pepoli, les procuró habitación, que pronto resultó insuficiente, y entonces otro profesor, Accursio el Grande, el jurista más célebre de su época, les cedió una quinta, que poseía cerca de la ciudad. 
El Provincial, Pedro o Juan de Stachia, igualmente jurista, se apresuró a aceptarla. Debió de ocurrir esto durante la permanencia de Francisco de Asís en Oriente. A su vuelta (1220), pasó por Bolonia. Supo que sus hijos poseían allí una casa, y no pudiendo ocultar su descontento, les ordenó salir al momento a todos sin excepción. Allí se encontraba enfermo Tomás de Celano; él es quien nos ha conservado el recuerdo de este suceso, y cuenta cómo el Santo no permitió a sus frailes volver a esta casa hasta que el Cardenal Ugolino di Conti declaró públicamente ser de su propiedad.
Según el testimonio de Tomás de Spalato, Francisco volvió a Bolonia en 1222. Su paso produjo impresión tan grande en el ambiente universitario, que numerosos estudiantes solicitaron ser admitidos en su Orden. Francisco pidió a Antonio de Padua que fuera el primer Lector, es decir, el primer profesor de teología entre los franciscanos. Las lecciones que dio en el convento de Bolonia, y después en los de Toulouse y Montpellier con ocasión de morar en estas dos ciudades universitarias de Francia, no constituían una enseñanza teológica regular, pero era al menos el primer paso hacia una organización de estudios que pronto sería realidad en Bolonia.

## Desarrollo
No se conocen gf los nombres de sus inmediatos continuadores. En 1236, Gregorio IX animó a la caridad de los fieles para la construcción de un convento más espacioso, capaz de albergar una Escuela de Teología en que se formasen Lectores para los principales conventos de la Provincia. A una con el de Bolonia, estos conventos llegaron a ser centros de estudios, cuyos cursos no estaban reservados a sólo los Frailes Menores.
Dada la reputación científica de sus Maestros, el Papa Inocencio IV, en 1249, concedió a los clérigos seculares que acudían a sus cátedras un privilegio idéntico al que disfrutaban los estudiantes de la Universidad de París: el derecho de percibir rentas de sus prebendas y beneficios eclesiásticos durante los cinco años que duraban sus estudios.
En la Universidad de Bolonia no se enseñaba la Teología, y por ello la escuela de los Menores no estaba agregada a ella, ni poseía el derecho de conferir grados. Los Frailes Menores, en Italia, y lo mismo debe decirse de los Dominicos, para conservar dentro y fuera el buen nombre de sus estudios, se vieron precisados a enviar a alguna facultad de Teología los religiosos destinados a la enseñanza. De ordinario iban a París, que se convirtió en la principal Facultad de Teología de Europa.